# CSV Apeldoorn
Maillots
Le Christelijke Sportvereniging Apeldoorn est un club néerlandais de football fondé le 1er juin 1946. Il joue dans la Hoofdklasse depuis 2022, date à laquelle il a été promu du Eerste Klasse. Le club est basé à Apeldoorn.

## Palmarès

### Championnat
- Vierde Klasse : 1952, 1971, 1979
- Derde Klasse : 1993
- Tweede Klasse : 1997
- Eerste Klasse : 2002, 2009, 2022, 2024

### Coupe
- KNVB District Cup (Est) : 2017 (1 des 6 compétitions régionales de coupe amateur)

Le CSV Apeldoorn se qualifie à deux reprises pour la Coupe des Pays-Bas.
Au cours de la saison 2010-11, le CSV Apeldoorn s'incline 0-1 au deuxième tour contre le VV Gemert.
Losrs de la saison 2017-18, le CSV Apeldoorn s'incline 2-4 au premier tour contre le Willem II Tilburg.

## Résultats en championnat
| 9 |

| 9 |

| 6 4A |

| 7 4A |

| 2 4A |

| 1 4A |

| 2 |

| 2 |

| 3 |

| 3 |

| 9 |

| 6 3A |

| 6 3B |

| 8 3B |

| 5 |

| 2 |

| 4 2B |

| 10 2A |

| 7 2B |

| 8 2C |

| 11 2C |

| 8 2D |

| 11 2C |

| 11 3A |

| 1 4A |

| 12 3A |

| 8 4B |

| 4 4B |

| 4 4B |

| 2 4B |

| 9 4B |

| 2 4B |

| 1 4B |

| 7 3A |

| 7 3A |

| 3 3A |

| 2 3A |

| 4 3A |

| 9 3A |

| 2 3A |

| 2 3A |

| 3 3A |

| 2 3A |

| 4 3A |

| 4 3B |

| 4 3B |

| 1 3A |

| 11 2D |

| 8 2D |

| 12 2D |

| 1 2I |

| 8 1D |

| 2 1D |

| 6 1D |

| 2 1D |

| 1 1D |

| 10 C |

| 13 C |

| 8 1D |

| 3 1D |

| 4 1D |

| 2 1D |

| 1 1D |

| 3 C |

| 13 |

| 3 C |

| 11 A |

| 7 C |

| 7 C |

| 8 C |

| 4 B |

| 12 B |

| 14 B |

| x 1D |

| x 1D |

| 1 1D |

| 14 B |

| 1 1D |

| Topklasse (actuellement nommé 3e divisie) 4ème niveau |

| Hoofdklasse 5ème niveau |

| 1e klasse 6ème niveau |

| 2e klasse 7ème niveau |

| 3e klasse 8ème niveau |

| 4e klasse 9ème niveau |